# Campionati europei juniores di scherma 2002
I Campionati europei juniores di scherma del 2002 (2002 European Juniors Fencing Championships) sono stati organizzati dalla Confederazione europea di scherma e si sono svolti a Conegliano, in Italia, dal 6 al 10 novembre 2002.
Nel fioretto, si sono aggiudicati i titoli di campione europeo il britannico Richard Kruse, che ha battuto in finale l'italiano Andrea Cassarà., e la russa Evgenia Lamonova che ha avuto la meglio sull'italiana Claudia Pigliapoco.
Nella spada il francese Gauthier Grumier ha battuto in finale l'ucraino Vitaliy Medvedev, mentre tra le donne l'italiana Francesca Quondamcarlo ha superato la russa Anastassia Cheptalina.
Nella sciabola l'ucraino Oleh Shturbabin ha prevalso sul russo Alexey Yakimenko, mentre la francese Leonore Perrus ha battuto la russa Sofya Velikaia.
Nei campionati europei juniores a squadre maschili, la nazionale russa ha prevalso nella finale del fioretto contro l'Italia, mentre la nazionale francese ha vinto nella spada contro la formazione magiara, ed infine la nazionale russa ha avuto la meglio sulla compagine polacca nella sciabola.
Nei campionati europei juniores a squadre femminili, la nazionale italiana ha prevalso nella finale del fioretto contro la Russia, l'Italia ha vinto nella spada contro la compagine russa, ed infine la formazione russa ha avuto la meglio sulla nazionale francese nella sciabola.

## Podi

### Uomini
| Specialità  | Oro                                                                   | Argento                                                                     | Bronzo                                                                                |
| Individuali |                                                                       |                                                                             |                                                                                       |
| Fioretto    | Richard Kruse                                                         | Andrea Cassarà                                                              | Anton Ivanov Virgil Saliscan                                                          |
| Spada       | Gauthier Grumier                                                      | Vitaliy Medvedev                                                            | Norman Ackermann Joaquim Videira                                                      |
| Sciabola    | Oleh Shturbabin                                                       | Alexey Yakimenko                                                            | Marcin Koniusz Artem Dranyk                                                           |
| A squadre   |                                                                       |                                                                             |                                                                                       |
| Fioretto    | Russia Anton Ivanov Yuri Molchan Renal Ganeev Artem Sedov             | Italia Giuseppe Alongi Andrea Baldini Andrea Cassarà Luca Marotta           | Regno Unito Laurence Halsted Gordon Jamieson Richard Kruse David Riseley              |
| Spada       | Francia Mathieu Canu Gauthier Grumier Cedric Loiseau Bastien Sicot    | Ungheria Balint Bartos Norbert Csohay Gyoezoe Prekop Andras Redli           | Italia Achille Cipriani Paolo Pizzo Matteo Tagliariol Stefano Vogna                   |
| Sciabola    | Russia Nikolay Kovalev Maxim Truchine Serguei Vilkov Alexey Yakimenko | Polonia Grzegorz Dominik Marcin Koniusz Wojciech Marczak Bartlomiej Olejnik | Bielorussia Aliaksandr Buikevich Andrei Karatkevich Fiodar Nemirovich Valeryj Pryemka |

### Donne
| Specialità  | Oro                                                                                   | Argento                                                                           | Bronzo                                                                              |
| Individuali |                                                                                       |                                                                                   |                                                                                     |
| Fioretto    | Evgenia Lamonova                                                                      | Claudia Pigliapoco                                                                | Virginie Bloch-Ujlaki Benedetta Durando                                             |
| Spada       | Francesca Quondamcarlo                                                                | Anastassia Cheptalina                                                             | Vanessa Galantine Loredana Iordachioiu                                              |
| Sciabola    | Leonore Perrus                                                                        | Sof'ja Velikaja                                                                   | Svetla Kormilitsyna Siobhan Byrne                                                   |
| A squadre   |                                                                                       |                                                                                   |                                                                                     |
| Fioretto    | Italia Claudia Pigliapoco Valentina Cipriani Serena Teo Benedetta Durando             | Russia Evgenija Lamonova Viktorija Nikišina Aida Shanaeva Nadejda Balmassova      | Germania Martha Golebiewski Larissa Merkl Maya Roland Martina Zacke                 |
| Spada       | Italia Alice Ansaldo Bianca Del Carretto Virginia Di Franco Francesca Quondamcarlo    | Russia Anastassia Cheptalina Ekaterina Shurupina Lubov Shutova Lioudmila Koulbaba | Romania Ana Branza Loredana Iordachioiu Anca Maroiu -                               |
| Sciabola    | Russia Ekaterina D'jačenko Ekaterina Fedorkina Sof'ja Velikaja Svetlana Verteletskaia | Francia Anais Drion Aurelie Jeanny Leonore Perrus Carole Vergne                   | Italia Alessandra Lucchino Mariangela Postiglione Flora Scarlato Marianna Tricarico |